# Симоненко Петро Миколайович
Петро́ Микола́йович Симонéнко (нар. 1 серпня 1952, Сталіно (нині — Донецьк, Українська РСР)) — український та російський політик, колаборант з Росією. Колишній народний депутат України ІІ—VII скликання, керівник забороненої Комуністичної партії України та голова фракції партії у Верховній раді, перший секретар ЦК КПУ (з червня 1993 року). У грудні 2012 — жовтні 2014 роках — член Комітету ВРУ VII скликання з питань правової політики. Перебуває у розшуку.

## Життєпис
Народився у місті Донецьк; українець; батько Микола Іонович (1926) — водій; дружина (1978) — журналіст; діти від першого шлюбу: син (1974) — економіст-юрист; син (1977) — лікар-хірург; донька від другого шлюбу (2009), син від другого шлюбу (2010).
Освіта: Донецький політехнічний інститут (1969—1974), гірничий інженер-електромеханік; Київський інститут політології і соціального управління (заочне відділення колишньої Київської вищої партійної школи) (1991).
- Жовтень 1974 — грудень 1975 роки — конструктор Донецького державного проєктно-конструкторського й експериментального інституту комплексної механізації (Дондіпровуглемаш), місто Донецьк.
- 1975—1977 роки — інструктор, завідувач відділу комсомольських організацій, 1977—1980 — другий секретар Донецького міського комітету ЛКСМУ.
- Член КПРС з 1978 року.
- 1980—1982 — секретар Донецького обласного комітету ЛКСМУ.
- Серпень 1982 — січень 1988 — секретар ЦК ЛКСМУ.
- Січень 1988 — вересень 1989 — секретар Ждановського (Маріупольського) міського комітету КПУ.
- 31 серпня 1989 — 7 квітня 1990 року — секретар з ідеологічної роботи, 7 квітня 1990 — серпень 1991 року — 2-й секретар Донецького обласного комітету КПУ.
- Грудень 1991 — грудень 1993 — заступник генерального директор корпорації «Укрвуглемаш».
- 19 червня 1993 року обраний першим секретарем Донецького обкому КПУ, на з'їзді КПУ у Донецьку, який названий «відновлюваним», обраний першим секретарем ЦК КПУ.

Член Конституційної Комісії від Верховної Ради України (листопад 1994—1996).

### Депутатська та політична діяльність

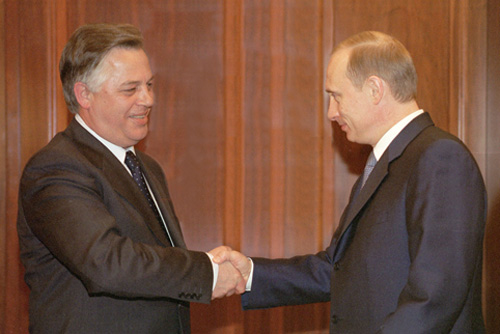
Москва, Кремль (2002)

- Народний депутат України 2-го скликання з березня 1994 (1-й тур) до квітня 1998 роки, Красноармійський виборчий округ № 150, Донецька область, висунутий КПУ. Член Комітету з питань культури і духовності. Керівник фракції комуністів. На час виборів: Перший секретар ЦК КПУ, член КПУ. Перший тур: з'явилось 87 %, за 63,98 %. 8 суперників. (основний — Ковальов С. М. (нар. 1953 року), член ЛПУ; викладач Донецького державного університету; перший тур — 5,71 %).
- Народний депутат України 3-го скликання з березня 1998 до квітня 2002 роки від КПУ, № 1 в списку. На час виборів: народний депутат України, член КПУ. Керівник фракції КПУ (з травня 1998 року). Член Комітету з питань правової реформи (з липня 1998, з 2000 року — Комітет з питань правової політики).
- 1999 рік — кандидат у Президенти України на виборах 1999 року. У першому турі 5 849 077 голосів (22,24 %), 2-е місце серед 13 претендентів. У 2-му турі 10 665 420 голосів (37,8 %).

- Народний депутат України 4-го скликання з квітня 2002 до квітня 2006 роки від КПУ, № 1 в списку. На час виборів: народний депутат України, член КПУ. Уповноважений представник фракції комуністів (з травня 2002 року). Член Комітету з питань правової політики (з червня 2002 року). Член Постійної делегації Верховної Ради України в ПАРЄ (з червня 2002). Активно долучався до масштабних протестних акцій «Повстань, Україно!» у 2002—2003 роках.
- 2004 рік — кандидат у Президенти України на виборах 2004 року. У першому турі за нього проголосували 1 396 135 осіб (4,97 %), 4-е місце серед 24 претендентів.
- Народний депутат України 5-го скликання з квітня 2006 до листопада 2007 роки від КПУ, № 1 в списку. На час виборів: народний депутат України, член КПУ. Голова фракції КПУ (з квітня 2006 року). Член Комітету з питань правової політики (з липня 2006 року).
- Народний депутат України 6-го скликання з листопада 2007 до грудня 2012 роки від КПУ, № 1 в списку. На час виборів: народний депутат України, член КПУ. Голова фракції КПУ (з листопада 2007 року). Член Комітету з питань правової політики (з грудня 2007 року).
- 2010 рік — кандидат у Президенти України на виборах 2010 року. У першому турі — 872 877 голосів (3,54 %), 6-е місце серед 18 претендентів[4].

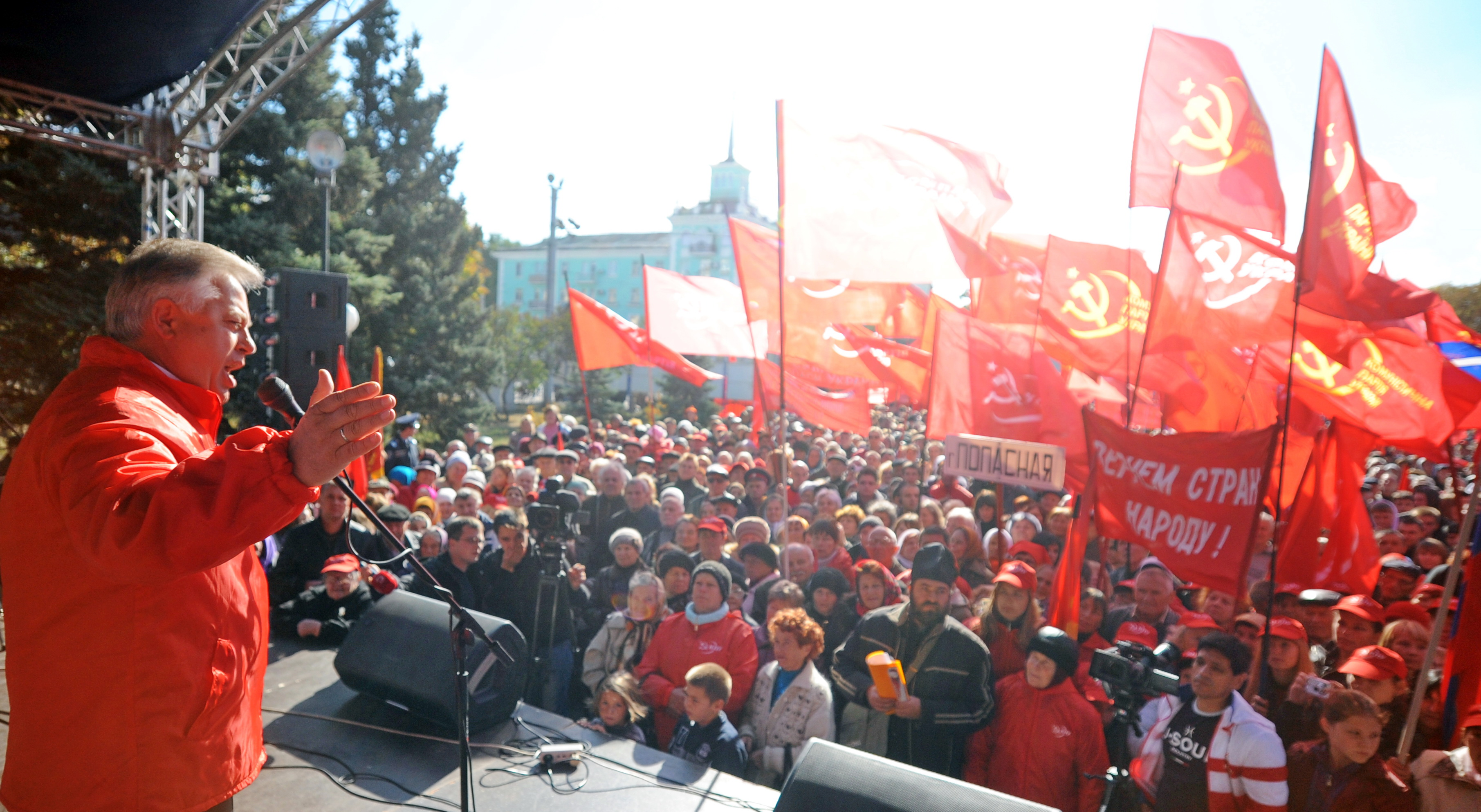
Виступ на мітингу у Луганську (жовтень 2012)

- 10 серпня 2012 року у другому читанні голосував за Закон України «Про засади державної мовної політики», який за твердженням низки політиків та науковців «суперечить Конституції України, не має фінансово-економічного обґрунтування і спрямований на знищення української мови»[5][6]. Закон було прийнято із порушеннями регламенту[7][8].
- Народний депутат України 7-го скликання з грудня 2012 року від КПУ, № 1 в списку. На час виборів: народний депутат України, член КПУ.
- У 2013 році — один із 148 депутатів Верховної Ради України, які підписали звернення до Сейму Республіки Польща з проханням визнати геноцидом поляків події національно-визвольної війни України 1942—1944 років. Цей крок перший Президент України Кравчук назвав національною зрадою[9].

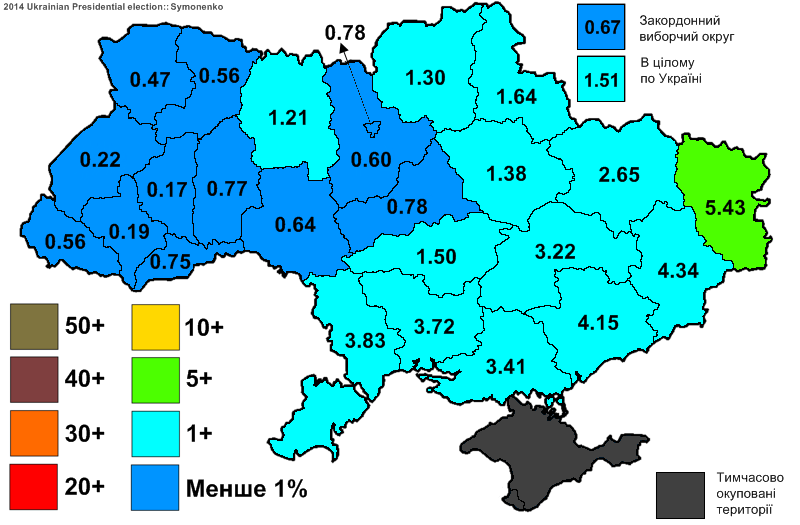
Підтримка Симоненка на виборах Президента України 2014

- 25 березня 2014 року КПУ висунула Симоненка у кандидати в президенти України[10]. 16 травня під час телеефіру дебатів між кандидатами на пост Президента України[11] заявив про зняття своєї кандидатури, але ЦВК не задовольнила цю заявку через закінчення крайнього строку зняття кандидатур.
- У жовтні 2014 року КПУ програла вибори до Верховної Ради України і з припиненням повноважень Верховної Ради України 7-го скликання, 27 листопада 2014 припинено повноваження Петра Симоненко, як народного депутата України, голови фракції КПУ.
- 3 січня 2019 року — Симоненка вирішено висунути кандидатом у президенти України на виборах 31 березня 2019 року[12].

За даними видання «Обозреватель», у березні 2022 року Симоненку вдалося втекти до Білорусі, а потім до Російської Федерації. Призначений заступником голови Центрального комітету міжнародного комуністичного об'єднання «Союз комуністичних партій — Комуністичної партії Радянського Союзу».

## Погляди

### Зовнішня політика
Симоненко вважає за необхідне поглиблення економічних стосунків з Росією, Білоруссю та іншими екс-радянськими країнами, входження до Митного союзу, припинення стосунків з МВФ, призупинення процесів євроінтеграції та перехід до принципу галузевих домовленостей з ЄС та іншими країнами.
Євроінтеграцію називає потенційною загрозою для економічної безпеки України. Петро Симоненко вважав, що наміри приєднання України до будь-яких геополітичних об'єднань мають широко обговорюватись та бути зваженими та обґрунтованими.
Симоненко підтримував позаблоковий статус України.

### Внутрішня політика

#### Національна символіка України
Симоненко зазначив, що держава не може існувати під символом, «з яким зустрічали Адольфа Гітлера під час Другої світової війни і під яким вбивали безневинних людей».

#### «Мовне питання»
У 2010 році Симоненко став співавтором законопроєкту «Про мови в Україні» № 1015-3, який гостро розкритикували науковці, політики та громадськість.

#### Смертна кара
Симоненко є прибічником повернення вищої міри покарання — смертної кари за особливо тяжкі злочини. Такими злочинами Симоненко вважає: педофілію, торгівлю людьми, убивство на замовлення тощо.

### Історичні події

#### Голодомор
У 2007 році, коментуючи тему Голодомору в Україні, Симоненко сказав, що він «не вірить у будь-який навмисний голод для всіх», і звинуватив Президента Віктора Ющенка у «використанні голоду для розпалювання ненависті». У відповідь на це Ющенко заявив, що він хоче «новий закон, що забороняє заперечення Голодомору».

#### Депортація кримських татар
За словами Симоненка, під час Другої світової війни 20 тисяч кримських татар перейшли на бік нацистів.
«Вони в один день перейшли на бік Гітлера і присягнули, щоб воювати на боці Гітлера. Саме ці представники сприяли тому, що були здані і віддані всі закладки для організації партизанського руху в Криму», — заявив він, додавши, що татари «охороняли концентраційні табори».
«Саме для порятунку кримсько-татарського народу був застосований захід вивезення з території Криму. Чому? Тому що ці злодіяння обов'язково привели б до стану громадянської війни».

#### Волинська трагедія
Симоненко один із 148 депутатів Верховної Ради України, які підписали звернення до Сейму Республіки Польща з проханням визнати геноцидом поляків події національно-визвольної війни України 1942—1944 років. Цей крок перший Президент України Леонід Кравчук кваліфікував як національну зраду.

## Справа про «Залізні хрести» Романа Шухевича
У 2007 році Петро Симоненко з трибуни Верховної ради зробив заяву про те, що Адольф Гітлер вручив Роману Шухевичу два «Залізні хрести».
Діти Романа Шухевича подали позов до Печерського районного суду Києва. Під час судового розгляду ні він, ні його представники не змогли навести ніяких доказів того, що така подія дійсно була.
14 січня 2010 року суд задовольнив позов і постановив:«Зобов'язати Симоненка Петра Миколайовича на найближчому з моменту набрання законної сили рішенням суду пленарному засіданні Верховної Ради України спростувати поширену ним недостовірну інформацію про Романа Шухевича». Також суд присудив Симоненкові виплатити дітям Шухевича 14 грн 50 коп. Станом на 2013 рік, Петро Симоненко не виконав рішення суду.
У 2011 році Симоненко схвально прокоментував рішення суду про позбавлення Шухевича звання Героя України.

## Інциденти
16 травня 2014 року Петро Симоненко заявив про напад на нього невідомих осіб. У відповідь, активісти Майдану, які були свідками події, заявили, що ця заява є перебільшенням.

## Кримінальне провадження
11 серпня 2023 року, СБУ зібрала доказову базу на Симоненка. На період окупації Київщини він звернувся до вищого військово-політичного керівництва росії щодо його «евакуації» до країни-агресора. Щоб вивезти Симоненка з родиною із окупованого на той час села Березівка Бучанського району Київської області, Кремль відправив туди загін спецназу рф. Після прибуття російських спецпризначенців, Симоненко особисто їх зустрічав, а потім «розквартирував» у власному будинку і забезпечив продовольством. 4-8 березня 2022 року окупаційний спецпідрозділ здійснив супровід Симоненка з родиною через ворожі блокпости до Білорусі. Звідти він поїхав до росії, де його призначили заступником голови "Центрального комітету міжнародного комуністичного об'єднання «Союз комуністичних партій — комуністичної партії радянського союзу». Це прокремлівська організація, підконтрольна російській компартії на чолі з її лідером — депутатом держдуми рф Геннадієм Зюгановим. За його вказівкою Симоненко почав публічну кампанію на підтримку агресивної політики Москви. У жовтні 2022 року екснардеп взяв участь у так званій "22-й «Міжнародній зустрічі комуністичних та робітничих партій», яка проходила у місті Гавана на Кубі. Під час свого виступу на «форумі» Симоненко намагався легітимізувати захоплення частини території України та діяльність терористичних організацій «л/днр».
За даними слідства, 21-22 квітня 2023 року екснардеп взяв участь у з'їзді «антифашистського форуму», який відбувся у Мінську. Там він висловлювався за продовження агресивної війни проти України та виправдовував кремлівські наративи щодо застосування тактичної ядерної зброї рф.
На підставі зібраних доказів Симоненку повідомлено про підозру за двома статтями Кримінального кодексу України:
- ч. 3 ст. 109 (публічні заклики до насильницької зміни чи повалення конституційного ладу або до захоплення державної влади з використанням засобів масової інформації);
- ч. 3 ст. 436-2 (виправдовування, визнання правомірною, заперечення збройної агресії РФ проти України, розпочатої у 2014 році, у тому числі шляхом представлення збройної агресії РФ проти України як внутрішнього громадянського конфлікту з використанням засобів масової інформації). Крім того, вирішується питання щодо додаткової кваліфікації злочинних дій фігуранта.

Досудове розслідування триває. Заходи проводились за процесуального керівництва Офісу Генерального прокурора.
В січні 2024 року з'явилося повідомлення про оголошення Симоненка у розшук з 19.08.2023 року як особи, яка переховується від органів досудового розслідування. Відповідні відомості з'явилися у базі МВС України. Ініціатором розшуку виступила СБУ.

## Особисте життя

### Родина
Петро Симоненко був одружений двічі. З 1974 по 2009 роки він був одружений зі Світланою Володимирівною Симоненко (1953 р. н.). У шлюбі народилося двоє синів Андрій (1974 р. н.) та Костянтин (1977 р. н.). Син Андрій — підприємець та чиновник, разом з братом Костянтином є співзасновником кількох фірм. У 2010 році призначений на посаду першого заступника голови Державного агентства України з інвестицій та розвитку. У шлюбі має двох синів. Дружина — Тетяна, теща — народний депутат України багатьох скликань від різних політичних сил Катерина Ващук.
У 2009 році Симоненко одружився з журналісткою Оксаною Ващенко (1977 р. н.). У пари народилася дочка Марія (2009 р. 1н.).

### Захоплення
Захоплення: шахи.

### Помешкання
До втечі до РФ Петро Симоненко жив біля Києва в селі Горенка. Тут він займає ділянку 1 га 37 соток землі, вартістю приблизно понад 1,5 мільйона доларів. Маєток розташований навпроти соснового лісу, на ділянці є дот часів Другої світової війни. Саме обійстя вписане в схил, через це кількість поверхів різна в різних частинах будинку, й коливається від 4 до 2. Ринкова ціна будинку становить не менше півмільйона доларів. Петро Симоненко мешкає разом з другою дружиною Оксаною, але ділянка оформлена на сина Андрія.

## Нагороди
19 січня 2025 року Петро Симоненко позбавлений усіх державних нагород України.